# Friday the 13th (franchise)
Friday the 13th is een mediafranchise bestaande uit twaalf slasherfilms, waaronder een cross-over met de reeks A Nightmare on Elm Street, plus op deze films gebaseerde boeken, stripboeken, een televisieserie en merchandising.
De reeks begon met de gelijknamige film uit 1980, bedacht door Victor Miller en geregisseerd door Sean S. Cunningham. Deze film was bedoeld om in te spelen op het succes van Halloween (1978). Geen van beide was echter betrokken bij de productie van de vervolgfilms. De films samen hebben in totaal 465 miljoen dollar opgebracht, maar worden doorgaans niet al te hoog beoordeeld door critici.

## Hoofdpersoon
Centraal in de franchise staat Jason Voorhees, een ondode, bovennatuurlijke massamoordenaar die ooit als kind verdronk op een zomerkamp aan Crystal Lake, en nu wraak neemt. Hij komt in alle films voor, meestal als de moordenaar, maar soms ook als de motivatie voor een andere moordenaar om toe te slaan. Aan het eind van het eerste deel is Jason in een droomscene te zien als kind. Jason draagt vanaf de derde film altijd een kenmerkend ijshockeymasker. Zijn favoriete wapen is een machete.

## Films
| Film                                                    | Regisseur          | Schrijver(s)                                    | Producer(s)                            |
| Friday the 13th (1980)                                  | Sean S. Cunningham | Victor Miller                                   | Sean S. Cunningham                     |
| Friday the 13th Part 2 (1981)                           | Steve Miner        | Ron Kurz                                        | Steve Miner                            |
| Friday the 13th Part III (1982)                         | Steve Miner        | Martin Kitrosser & Carol Watson                 | Frank Mancuso, Jr.                     |
| Friday the 13th: The Final Chapter (1984)               | Joseph Zito        | Barney Cohen                                    | Frank Mancuso, Jr.                     |
| Friday the 13th: A New Beginning (1985)                 | Danny Steinmann    | Martin Kitrosser, David Cohen & Danny Steinmann | Timothy Silver                         |
| Friday the 13th Part VI: Jason Lives (1986)             | Tom McLoughlin     | Tom McLoughlin                                  | Don Behrns                             |
| Friday the 13th Part VII: The New Blood (1988)          | John Carl Buechler | Manuel Fidello & Daryl Haney                    | Iain Paterson                          |
| Friday the 13th Part VIII: Jason Takes Manhattan (1989) | Rob Hedden         | Rob Hedden                                      | Randy Cheveldave                       |
| Jason Goes to Hell: The Final Friday (1993)             | Adam Marcus        | Jay Huguely, Adam Marcus & Dean Lorey           | Sean S. Cunningham                     |
| Jason X (2001)                                          | James Isaac        | Todd Farmer                                     | Noel Cunningham                        |
| Freddy vs. Jason (2003)                                 | Ronny Yu           | Damian Shannon & Mark Swift                     | Sean S. Cunningham                     |
| Friday the 13th (2009)                                  | Marcus Nispel      | Damian Shannon & Mark Swift                     | Michael Bay, Andrew Form & Brad Fuller |

## Televisie
Op 28 september 1987 ging Friday the 13th: The Series in première, met John D. LeMay en Louise Robey in de hoofdrollen. De serie was bedacht door Frank Mancuso, Jr. en Larry B. Williams, en liep in totaal 72 afleveringen. Qua verhaal had de serie echter weinig tot niks met de filmreeks te maken. Jason Voorhees komt in geen van de afleveringen voor, en de serie wordt op geen enkele manier aan de films verbonden via terugkerende personages of referenties naar eerdere gebeurtenissen. Dit omdat de producers graag wilden dat de serie op zichzelf zou kunnen staan.
In september 2003 maakte Sean S. Cunningham plannen bekend voor een mogelijke nieuwe televisieserie, die zou gaan draaien om een groep tieners die nabij Crystal Lake wonen.

### Boeken
Van de twaalf films zijn zes verwerkt tot een roman: Friday the 13th 1 - 3, Jason Lives, Jason X, en Freddy vs. Jason. Friday the 13th Part 3 is zelfs twee keer omgezet tot een boek. De eerste keer door Michael Avallone. Hij gebruikte voor het boek een alternatief einde dat aanvankelijk wel was gefilmd, maar nooit in de film is verwerkt. Avallone maakte eerder romans van Beneath the Planet of the Apes en Shock Treatment. De tweede roman werd geschreven door Simon Hawke.
In 1994 werden vier romans voor jongvolwassenen uitgebracht onder de titel Friday the 13th. Deze verhalen draaien om verschillende mensen die allemaal Jasons masker vinden en bezeten worden door hem. Jason zelf komt echter in de boeken niet voor.
In 2003 en 2005 bracht Black Flame romanversies van Freddy vs. Jason en Jason X uit. Hierna bracht Black Flame nog een reeks romans uit die een vervolg zijn op Jason X, maar geen connecties hebben met de films. Het eerste boek in deze reeks was Jason X: The Experiment, waarin de overheid Jason probeert te gebruiken om een leger supersoldaten te maken. De tweede roman, Planet of the Beast, draait om pogingen van een wetenschapper genaamd Dr. Bardox om Jason te klonen. Death Moon draait om Jason die belandt in Moon Camp Americana, en de laatste roman, To The Third Power, draait om een kloon van Jason die wordt ontdekt onder een gevangenis.
Na de Jason X-reeks kwam Black Flame met nog een reeks originele verhalen over Jason Voorhees. Deze reeks bestaat uit: Friday the 13th: Church of the Divine Psychopath, Friday the 13th: Hell Lake, Hate-Kill-Repeat The Jason Strain en Carnival of Maniacs

### Strips
Stripseries gebaseerd op de films zijn gepubliceerd door onder andere Topps Comics, Avatar Press, en Wildstorm.
De eerste strip was een bewerking van Jason Goes to Hell, uitgegeven in 1993. Topps Comics publiceerde in 1995 een reeks verhalen die niet op de films waren gebaseerd, waaronder een cross-over met The Texas Chainsaw Massacre.
In 2005 bracht New Line een special editie van Friday the 13th uit ,geschreven door Brian Pulido en geïllustreerd door Mike Wolfer en Greg Waller. Er werden meer dan 17500 exemplaren van verkocht. Een tweede reeks, Friday the 13th: Bloodbath, verscheen in september 2005.
In december 2006 kwam Wildstorm met haar eigen reeks strips onder de titel Friday the 13th. In 2007 volgde de reeks Friday the 13th: How I Spent My Summer Vacation. Een derde reeks van Wildstorm was een vervolg op de film Freddy vs. Jason getiteld Freddy vs. Jason vs. Ash, waarin Jason Voorhees behalve Freddy Krueger ook Ash Williams tegenkomt.

## Documentaires
Er zijn in totaal twee documentaireboeken uitgebracht over de Friday the 13th films. De eerste verscheen in februari 2005 bij FAB Press, en bevat interviews met de acteurs en crew van de films. De tweede kwam van Titan Books, in samenwerking met Sparkplug Press.
Een documentairefilm getiteld His Name Was Jason: 30 Years of Friday the 13th werd in februari 2009 uitgebracht. De film, geregisseerd door Daniel Farrands, werd uitgezonden op Starz.
In 2013 maakte dezelfde regisseur de 400 minuten durende documentaire 'Crystal Lake Memories: The Complete History of Friday the 13th' over de gehele reeks.

## Videospellen
In 1986 bracht Domark Software een Friday the 13th-spel uit voor de Amstrad CPC, Commodore 64, en ZX Spectrum.
Drie jaar later kwam LJN met een spel voor de Nintendo Entertainment System.
In 2000 ontwikkelde Xendex een Friday the 13th-spel voor de mobiele telefoon.
In 2017 ontwikkelde Gun Media "Friday the 13th the Game" voor de Playstation 4, Xbox One en de PC.

## Merchandise
In totaal bestaan er meer dan honderd merkproducten gebaseerd op de Friday the 13th franchise. In totaal hebben deze samen al meer dan 125 miljoen dollar opgebracht. Zo zijn meerdere actiefiguurtjes en ander modellen van de personages uitgebracht, waaronder door Screamin' toysin 1988 en McFarlane Toys in 1998.
In het Verenigd Koninkrijk werd een bordspel gebaseerd op Friday the 13th uitgebracht.